# Zamorita
Jorge Zamora Montalvo o popular Zamorita (Havana, Cuba, 19 de abril de 1928 - 30 de novembro de 2022) foi um dançarino, pioneiro da televisão e compositor cubano. Participou de diversos programas da televisão mexicana.
Zamorita nasceu em 1928 em Habana, Cuba. Cresceu com vocação de esportista, desejou ser jogador de Basebol. Conheceu o compositor José Antonio Méndez (autor de La Gloria eres tú. Por amizade com o inovável Germán Valdés Tin Tan chegou ao México. Aos seus 88 anos o comediante se encontra desempregado, vive no Sindicato Único de Trabalhadores da Música (SUTM), das repetições de alguns programas que já participou e a sua idade está com um robe: forte e sano; asegura que ainda tem muito de dar nos cenários.

## Trabalhos na Tv
- Atrévete a soñar - Don Apolo
- Código Postal (2006/2007) - El Negro
- Destilando Amor (2007) - Brujo
- Par de ases (2005) - Vicenzo
- Rebelde (2004/2006) - Maurice
- Mujer, casos de la vida real (2003)
- Hospital el paisa (2004) - Pelé
- Ramona (2000) - Negro
- Mi querida Isabel (1997) - Alfredo
- Acapulco, cuerpo y alma (1995) - Ralph